# Великое путешествие Пуха: В поисках Кристофера Робина
«Великое путешествие Пуха: В поисках Кристофера Робина» (англ. Pooh’s Grand Adventure: The Search for Christopher Robin) — американский полнометражный мультфильм 1997 года, выпущенный сразу на видеокассетах без предварительного показа в кинотеатрах или по телевидению — причиной этому отчасти послужили достаточно мрачный антураж ленты и «гибель Винни-Пуха». По мотивам сказок Алана Милна о приключениях Винни-Пуха и его друзей.

## Сюжет
В последний день лета Кристофер Робин встречается, как обычно, с Винни-Пухом. Они весь день проводят вместе, а вечером мальчик намекает медвежонку на скорое расставание. Винни-Пух пропускает эти слова мимо ушей, хотя Кристофер Робин очень хочет, чтобы он запомнил его слова: «Ты храбрее, чем кажешься, сильнее, чем считаешься, и умнее, чем думаешь».
На следующее утро наступает осень, а Винни-Пух обнаруживает у своего крыльца горшочек мёда. Он начинает разыскивать Кристофера Робина, но того нигде нет, не могут его найти и остальные жители Волшебного Леса. На горшке с мёдом обнаруживается записка, которая к тому времени уже перепачкана и плохо читаема, но Филин её «расшифровывает»: Кристофера Робина похитили школозавры и держат его в глазнице горы Школс (англ. Skull — Череп), и он просит своих друзей спасти его. Пух, Пятачок, Тигра, Кролик и Иа-Иа собираются в полное смертельных опасностей путешествие, чтобы спасти своего друга.
Пятеро друзей пошли по карте, которую нарисовал Филин, и по пути каждый потерял веру в себя: Пятачок не смог перебороть боязнь высоты, Тигра уверился, что разучился прыгать так высоко, как раньше, а Кролику пришлось признать, что он не так уж и умён, раз не может найти дорогу без карты. Всех их пытается подбодрить Пух словами Кристофера Робина, но он их забыл и не может вспомнить.
Наконец, они оказываются у Школса, и теперь им необходимо попасть в его глазницу по страшному тоннелю. Внутри несколько проходов, и друзьям приходится разделиться. Пух случайно пугает своих товарищей огромным искажённым отражением в большом кристалле и громким урчанием живота, а те решают, что медвежонка съели школозавры. Винни попадает в яму и не может выбраться, а остальные находят глазницу, но не могут до неё добраться — она слишком высоко. Тогда друзья, думая о «погибшем» Винни, перебарывают свои комплексы: Кролик придумывает план, как забраться наверх, Тигра высоко прыгает, а Пятачок скидывает верёвку с большой высоты.
В глазнице обнаруживается Кристофер Робин, живой и здоровый. Он объясняет всем, что его записку неправильно расшифровали: на самом деле он сегодня был в школе, а потом искал их, и ни о какой помощи не просил. Также он поясняет, что рык школозавров, который был слышен до сих пор — это урчание в животе Винни. Идя по этому звуку, друзья находят Пуха, и вместе выбираются на поверхность.
Выбравшись наружу, все с удивлением отмечают, что всё вокруг совсем не такое мрачное и зловещее, как им казалось вначале. Вечером Кристофер Робин говорит Пуху, что завтра он снова пойдёт в школу, друзья клянутся быть вместе всегда-навсегда что бы ни случилось.

## Роли озвучивали
| Актёр          | Роль                    |
| -------------- | ----------------------- |
| Джим Каммингс  | Винни-Пух               |
| Пол Уинчелл    | Тигра                   |
| Джон Фидлер    | Пятачок                 |
| Кен Сэнсом     | Кролик                  |
| Брейди Блум    | Кристофер Робин (речь)  |
| Фрэнки Галласо | Кристофер Робин (вокал) |
| Андрэ Стойка   | Сова                    |
| Питер Каллен   | Иа-Иа                   |
| Дэвид Уорнер   | рассказчик              |

## Факты
- В 1998 году мультфильм номинировался на премию «Энни» сразу в пяти категориях, но не получил ни одной награды[2].